# Plocoglottis loheriana
Plocoglottis loheriana är en orkidéart som först beskrevs av Friedrich Fritz Wilhelm Ludwig Kraenzlin, och fick sitt nu gällande namn av Karl Christian Traugott Friedemann Goebel. Plocoglottis loheriana ingår i släktet Plocoglottis och familjen orkidéer.
Artens utbredningsområde är Filippinerna. Inga underarter finns listade i Catalogue of Life.